# Église Saint-Augustin de La Valette
L'église paroissiale Saint-Augustin d'Hippone est une église catholique située dans la ville de La Valette, à Malte.

## Historique
Construite en 1571, elle a été rénovée en 1765 par les Hospitaliers de l'ordre de Saint-Jean de Jérusalem.

## Intérieur
Ses œuvres d'art sont d'époque.